# モロフジ (筑紫野市の企業)
株式会社モロフジは、本社を福岡県筑紫野市に置く、包装資材の専門商社。ポリエチレン製手提げ袋や紙袋等、商業用包装資材全般を取り扱う。

## 概要
平成元年（1989年）の設立以来、飲料メーカーや薬品メーカー等、累計約1万社に納入実績がある。また、近年ではインターネットにおいて、ポリ袋のオーダーメイドや既製品（規格品）販売を手掛け、小ロット向け専門WEBサイト「モロフジオンラインショップ」や規格品ECサイト「イチカラ」等の運営も行っている。ポリ袋や紙袋の他に不織布バッグ、保冷袋、防曇袋、食品容器、ダンボール、環境に配慮した素材の包装商品など幅広く扱っている。
福岡にはみやま市にもう1社、モロフジ株式会社が存在するが、こちらは資本、経営とも別会社である。

## 沿革
- 1989年（平成元年）2月 - 株式会社モロフジを設立。
- 1993年（平成5年）10月 - 本社を福岡県筑紫野市に新築・移転。
- 1997年（平成9年）6月 - 東京事務所開設。
- 1998年（平成10年）9月 - 大阪事務所開設。
- 1999年（平成11年）10月 - 株式会社プラトム（自社工場）を熊本県南関町に新築、移転。
- 2005年（平成17年）11月 - 東京事務所移転、東京営業所に改称。
- 2007年（平成19年）11月 - 大阪事務所移転、大阪営業所に改称。
- 2008年（平成20年）3月 - MOROFUJI VIETNAM Co.,Ltd. 法人登記。
- 2009年（平成21年）8月 - WEB販売開始。
- 2010年（平成22年）8月 - 物流センターを福岡県筑紫野市に新設。
- 2011年（平成23年）8月 - 東京営業所・大阪営業所を東京支店・大阪支店に改称。
- 2012年（平成24年）6月 - 大阪支店を移転。プラトム第2工場新設。
- 2014年（平成26年）11月12日 - 出力1500キロワットのメガソーラーを南関町に建設する協定を同町と締結[2]。
- 2016年（平成28年）
  - 8月 - 諸藤俊郎が代表取締役社長に就任。大阪支店を現在地に移転。東京支店・大阪支店・福岡支店を東京オフィス、大阪オフィス、福岡オフィスに改称。モロフジホールディングス株式会社を設立[3]。
  - 11月 - 株式会社プラトム（自社工場）を株式会社モロフジケミカルに改称[4]。
- 2017年（平成29年）
  - 1月 - 東京オフィスを現在地に移転[5]。
  - 4月 - 品質マネジメント国際規格「ISO9001」認証を取得。
  - 9月 - 群馬県伊勢崎市に配送拠点を開設[6]。
- 2019年（令和元年）9月 - オリジナル商品「キャッチバッグ」の特許取得
- 2021年（令和3年）
  - 4月 - 名古屋オフィスを現在地に移転
  - 12月 - 栄プロセス株式会社の事業譲渡に伴い、株式会社モロフジケミカル福岡工場を新設
- 2024年（令和6年）
  - 7月 - 群馬オフィスを開設

## 事業所
福岡、東京、群馬、大阪、名古屋にも営業オフィスを構える他、海外事業拠点を持つ。
- 本社 - 福岡県筑紫野市武蔵3丁目2番18号
- 東京オフィス - 東京都千代田区東神田一丁目10番4号　新川ダイユウビル3F[5]
- 群馬オフィス - 群馬県伊勢崎市赤堀今井町2-727-1
- 大阪オフィス - 大阪府大阪市西区新町1-3-12　四ツ橋セントラルビル9F
- 名古屋オフィス - 愛知県名古屋市中区新栄1丁目5-6　スタービル709号
- 福岡オフィス - 福岡県筑紫野市武蔵3丁目2番18号2F

## グループ企業
- モロフジホールディングス株式会社 - モロフジグループ各社の経営管理、マーケティング、新規事業開発を行う。
- 株式会社モロフジケミカル - モロフジの製造部門[7]。
- 諸藤通商株式会社 - モロフジの物流部門。商品出荷に伴うピッキング作業や検品・梱包・出荷を行う
- モロフジファーム株式会社 - 農産物の生産・加工、および販売を行っている[8]。主な生産物はわさび、水耕レタス[8]、他。本社は長崎県平戸市[9]。
- M.style株式会社 - 旅館・ホテルをリニューアルし、新規スタイルで運用する。現在は熊本の山鹿温泉 眺山庭、白川温泉 華匠庵を運営。
- 株式会社バンブーテクノ - 竹材を中心とする天然資源を用いた製品の製造・販売を行う。